# Luisón

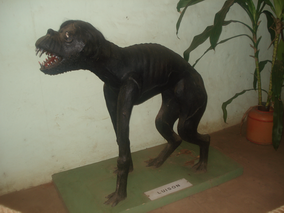
Luisón.

El Luisón (en guaraní, Luisõ), también llamado Lobizón o Juicho; es uno de los siete monstruos de la mitología guaraní, es el séptimo hijo de Tau y Keraná.  Se trata de una criatura mitad hombre y mitad bestia, cuya figura guarda similitudes con la leyenda europea del hombre lobo. Es un ser mitológico propio del acervo cultural de Paraguay, muy popular en dicho país y en el nordeste de la Argentina, sur de Santa Cruz (Bolivia), norte de Uruguay y los estados de Mato Grosso do Sul, Río Grande do Sul, Santa Catarina y Paraná (Brasil). Existe la popular creencia de que el séptimo hijo varón de una familia de exactamente siete hijos varones sin excepciones, al llegar a los quince años de edad, se transforma en el Luisón.

## Mitología
Luisón es el séptimo hijo de Tau y Keraná en la mitología guaraní, sobre él cayó la mayor maldición que pesaba sobre los progenitores. Su solo nombre aterroriza. Este ser espeluznante se encuentra ubicado en la encrucijada de los caminos de la vida y de la muerte. Es el monstruo más temido y aborrecido de los siete engendros malditos.
Otros mitos emparentados traen justicia y venganza, castigos a los que se exceden; protegen la flora y la fauna; otros devoran hombres y mujeres, otros roban niños y silban aterrorizando a todo aquel que escuche. Luisón daña más que todos estos penantes. Hace imposible la vida del más allá. Juega con el destino del alma, que se vuelve irremediable una vez que él interviene en el colmo de su obra maléfica, una de las tantas razones por la cual es tan temido.
Los días viernes y martes al comenzar las sombras de la noche sale adueñarse de pueblos, villas y ciudades en su avance penumbroso, Luisón pierde su forma humana para transformarse en un perro de horrible aspecto, con unos dientes afilados y de diabólico intento que busca los cementerios para revolcarse encima de los cadáveres y alimentarse de ellos. A la media noche, con ojos relampagueantes sale en busca de seres humanos para convertirlos en otros Luisónes, lo que logra besándolos en la frente y pasando por debajo de las piernas de los hombres que sorprende en su maléfico paseo nocturno. A veces jaurías de perros lo persiguen y ladran sin acercarse por el miedo que estos le sienten. Un olor nauseabundo e insoportable lo acompaña, su aspecto hiela la sangre de las venas y enloquece a los hombres que se dejan sorprender.
Su andar termina al clarear el nuevo día, retornando su forma humana, donde se lo ve sucio, cansado, esquivo, de mirada doliente y cabello desgreñada. La gente no sabe si tenerle lástima o sentir miedo ante la duda hiriente de que sea un Luisón o no.
Es similar el caso de los vampiros, al presentirlo todos se santiguan y callan. Es el hombre lobo temible y de hábito atroz, capaz de hacer perder al hombre su condición humana transformándolo en bestia y demoniaca. Devora la carne de los muertos y el alma de los vivos. No conocen los guaraníes y los paraguayos mayor desgracia que la de esta temible bestia.
Dice el mito que al nacer Luisón brilló en los cielos la conformación de estrellas conocidas como Las Siete Cabrillas en señal de que la maldición que afligía a Taú y Keraná había cesado. Según la Mitología Guaraní este monstruo y sus seis hermanos deambulan sobre la tierra aterrorizando a todos el que viva en la "Región Guaraní".

## Apariencia física
En la mayoría de versiones y "supuestos avistamientos", en su forma humana, se lo describe como una persona con mandíbula pronunciada, venas muy marcadas, cabello oscuro y delgado, extrañamente presentan cicatrices en el rostro desde su niñez, por lo que es fácil diferenciarlos. En su forma de bestia, es similar a un perro de gran tamaño parecido al Hombre Lobo europeo, flaco, feo, mal oliente y de color negro. Con orejas colgantes, una cabellera como si fuese humano, que camina en cuatro patas. Sin cola, con dientes afilados y con solo tres dedos en sus patas con grandes garras. Con ojos blancos y pupilas rojas como la sangre, los martes y viernes los perros ladran sin cesar siguiendo a Luisón en su andar el cual deja una marca de tres rasguños enormes por donde pasa lo cual es señal de que este ha estado en ese lugar. Desde las 11:00 o las 11:30pm o aun más tarde 12:00am es cuando el Luisón se prepara convirtiéndose en tal temible bestia para a las horas de las 4:00 o 5:00am regresar a su forma humana.
Después de concluir el ciclo en las mañanas de los miércoles y sábados el Luisón regresa a su forma humana pero con el cabello despeinado, con una mirada triste y doliente. Con terribles problemas de digestión provocados por toda la porquería que comió, con cansancio por no haber dormido y con bolsas bajo sus ojos que hace que se vea triste. Sus pupilas son rojas pero ya no tanto como en su forma de bestia. A los 2 o 3 días se recupera, pareciendo una persona normal, solo para volver a convertirse en Lobizón.

## Ahijado presidencial, leyenda y Ley de padrinazgo en Argentina
En Paraguay y en Argentina se acostumbra desde el siglo XIX, que el Presidente de la Nación sea nombrado "padrino" del séptimo hijo varón de un matrimonio consolidado bajo las mismas la costumbres. Esta costumbre irregular se debió a que los supersticiosos a veces sacrificaban a su séptimo hijo a pedradas en especial en Paraguay por el terror que les producía la "posibilidad" de que les hubiera nacido un Luisón o Luisónte (un Luisón prematuro).
Si bien este padrinazgo se realizaba de modo informal hasta 1907, se tienen registros de que en ese año se hizo el primer bautismo oficial, con el presidente de la Nación como padrino. Ya el 12 de marzo de 1973, el presidente Juan Domingo Perón dio formato legal a esta costumbre a través del decreto número 848, conocido como ley de padrinazgo presidencial. El decreto otorga además becas totales para estudios primarios y secundarios, a la vez que aclara que este padrinazgo "no crea derechos ni beneficios de naturaleza alguna en favor del ahijado ni de sus parientes".